# Гэдд, Стив
Стивен Кендалл Гэдд (англ. Stephen Kendall Gadd; родился 9 апреля, 1945) — американский музыкант, один из самых востребованных сессионных барабанщиков.

## Биография
Стив Гэдд родился 9 апреля 1945 года в городе Ирондекоите, пригороде Рочестера, штат Нью-Йорк, США. В возрасте 7 лет Стив Гэдд начинает брать уроки игры на ударных. Он проявляет талант игры на барабанах настолько, что в одиннадцать лет аккомпанирует Диззи Гиллеспи. В это же время Гэдд занимается степом, что впоследствии окажет влияние на его технику игры ногами.
После окончания Истриджской средней школы в своем родном городе он поступает в Манхэттенскую школу музыки и через два года переводится в Истменовскую школу музыки, где играет в духовом оркестре. По ночам он играл в клубе вместе с другими молодыми музыкантами, среди которых были Чик Кориа, Джо Романо и Фрэнк Пуллара. После успешного окончания учёбы в конце 1960-х, Гэдд постоянно играет вместе с братьями Манджионе, его первой записью становится первый сольный альбом Гэпа Манджионе Diana in the Autumn Wind (1968).
В том же году Стив был призван в армию США и три года играл в армейском оркестре. В 1972 году Гэдд вернулся из армии и вместе с Майком Холмсом и Тони Левином формирует трио, они ездят выступать в Нью-Йорк. В конечном счёте трио распалось и Гэдд начал работать студийным музыкантом. Он так же играет в группе Чика Кориа, Return to Forever, но покидает её по причине того, что предпочитает работу студийного музыканта гастролированию.
В 1976 Гэдд играет в группе Stuff вместе с Гордоном Эдвардсом, Эриком Гейлом, Корнеллом Дюпри, Крисом Паркером и Ричардом Ти. Их работа включала в себя участие в телешоу Субботним вечером в прямом эфире на телеканале NBC.
Продолжая плодотворную работу с различными музыкантами и участвуя в нескольких сессиях в течение дня, Стив Гэдд концу семидесятых становится одним из самых популярных и влиятельных барабанщиков в мире.
С приходом восьмидесятых Гэдд продолжает свою работу. В 1983 году Hudson Music выпускает две видеошколы In Session и Up Close, которые и по сей день хорошо продаются по всему миру. Его тесное сотрудничество с Yamaha Drums позволило сделать стандартом некоторые задумки Стива относительно расположения барабанов.
В 2002 году Гэдд получил награду от Drummer’s Collective за свой вклад в барабанное искусство.